# Амадей Савойски-Аоста (1943 – 2021)
Вижте пояснителната страница за други личности с името Амадей Савойски-Аоста.
Амадей Савойски-Аоста, с пълно име Амадей Хумберт Георги Павел Константин Елена Флоренц Мария Савойски-Аоста (на италиански: Amedeo Umberto Giorgio Paolo Costantino Elena Fiorenzo Maria di Savoia-Aosta; * 27 септември 1943, Флоренция, Италия; † 1 юни 2021, Арецо, пак там) е италиански предприемач, член на кадетския клон на Савойската династия Савоя-Аоста, претендент за италианския трон (в спор с Виктор Емануил Савойски). Има и куртоазните титли „херцог на Аоста“, „княз на Чистерна и на Белригуардо“, „маркграф на Вогера“ и „граф на Пондерано“. 
Син е на Аймон Савойски-Аоста, за кратък период крал на Хърватия, който се отказва от титлата няколко дена след раждането му. Като потомък на испанския крал Амадей I е 41-ви по ред за наследяване на испанския трон.
През 2006 г. Амадей поисква за себе си титлата „херцог на Савоя“ и ролята на глава на кралския дом, в спор с Виктор Емануил Савойски. 

## Произход
Амадей е единственото дете на Ирина Гръцка (* 1904, † 1974) и на Аймон Савойски (* 1900, † 1948), четвърти херцог на Аоста и де юре крал на Независимата хърватска държава под името „Томислав II“. Неговият чичо е Амадей Савойски-Аоста, известен като „Железният херцог“, а неговият дядо – „Непобедимият херцог“ Емануил Филиберт. Негови дядо и баба по бащина линия са а Емануил Филиберт Савойски-Аоста, 2-ри херцог на Аоста, генерал, маршал на Италия, и Елена Орлеанска , а по майчина – гръцкият крал Константинос I и пруската принцеса София Хоенцолерн. 

## Биография

### Детство
Падането на някои съюзнически бомби близо до Флоренция, във Вила Чистерна – флорентинската резиденция на Аймон Савойски и на съпругата му Ирина, причинява преждевременното раждане на Амадей на 27 септември 1943 г. в стая на партера, считана за безопасна от бомбардировки.
Твърди се, че новороденото е кръстено от кардинала архиепископ на Флоренция Елия Дала Коста, но херцогът отрича този слух. При раждането си Амадей получава титлата „херцог на Пулия“. В интервю за в. „Кориере дела Сера“ той впоследствие разкрива, че в момента на раждането му майка му е накарала да му вземат пръстови отпечатъци при квестора на Флоренция от страх да не бъде отвлечен.

### Пленничество
Три седмици преди раждането на Амадей Кралство Италия подписва Примирието от Касибиле, прекратявайки военните действия срещу британските и американските сили като част от Втората световна война.
На 26 юли 1944 г., след заповед, подписана лично от Хайнрих Химлер, нацистите интернират малкия Амадей в Хиршег близо до Грац (Австрия) заедно с майка му Ирина Гръцка и братовчедките му Маргарита и Мария Кристина, дъщери на чичо му Амадей, 3-ти херцог на Аоста и Анна Орлеанска.

### Освобождение и завръщане в Италия
След освобождението си от нацисткия лагер в Хиршег през май 1945 г. Амадей живее в Швейцария за няколко седмици. На 7 юли 1945 г. той и майка му се завръщат в Италия: те спират първо в Милано, където Аймон вижда сина си за първи път, а след това стигат до Неапол, където Амадей се среща с баба си по бащина линия Елена Орлеанска.
В Италия семейството му се установява във Фиезоле близо до Флоренция. През януари 1948 г. баща му умира в Буенос Айрес на 47-годишна възраст и Амадей приема херцогската титла като глава на Дом Савой-Аоста. 
По-късно Амадей е обучаван от адмирал Джулио Черина Ферони, учи в Колеж „Але Куерче“ във Флоренция и в Сийфорд Колидж в Англия, а след това във Военноморската школа „Морозини“ във Венеция. Посещава курсовете на Военноморската академия в Ливорно, в края на които с чин „офицер от запаса“ е изпратен от Военния флот за учения в Атлантическия океан и Средиземно море. Завършва политология във Флорентинския университет. 
Той няколко пъти представлява Умберто II, принуден да живее в изгнание до смъртта си, на демонстрации, проведени в цяла Италия.
С гръцка майка, на 14 май 1962 г. Амадей е един от принцовете, избрани да държат короните над Хуан Карлос I от Испания (негов втори братовчед) и доня София (негова първа братовчедка) по време на православната церемония по сватбата им.

### Първи брак
Според традицията на Аоста Амадей се жени за френска принцеса – Клавдия Орлеанска, дъщеря на Анри Орлеански, граф на Париж и претендент за френския трон. Те се запознават на сватбата на братовчедите му Хуан Карлос от Испания и София Гръцка. Бракът е сключен на 22 юли 1964 г. в Синтра, Португалия. Кумовете им са Хуан Карлос I и Умберто II Савойски.
Между Амадей и Клавдия има непрекъснати кавги: през 1976 г. съжителството им приключва. Двамата се развеждат в Порт о Пренс (Хаити) на 26 април 1982 г. и бракът им е обявен за невалиден от трибунала на Сакра Рота в Рим на 8 януари 1987 г. Трите им деца остават при Амадей в имението „Боро“.

### Втори брак
На 30 март 1987 г. Амадей, след декларацията за анулиране на предишния му брак, се жени в Багерия за Силвия Патерно Вентимиля ди Спедалото, дъщеря на Винченцо Патерно и Розана Белардо е Ферарис ди Челе.

### Политическа ориентация
През 1990-те години, по време на кризата на Първата република, Амадей е на път да приеме кандидатурите за политическите или административните избори. Въпреки това той предпочита да има надпартийна позиция. През 1992 г. Социалдемократическата партия го ухажва за политическите избори в Камарата на депутатите за избирателния окръг на Неапол. През 1997 г. дясноцентристката коалиция „Полюс на свободата“ почти успява да го убеди да се кандидатира за ръководството на Община Торино. През юни 1997 г. той присъства на симпозиум за политическо планиране, проведен в град Арецо, в който си представя създаването на монархическо, диагонално на партиите движение.

### Последни години и смърт
През последните си години Амадей живее в градчето Кастильон Фибоки в Тоскана, където е земеделски предприемач (занимава се с вина „Савоя-Аоста “) и където следва някои компании като консултант, член на борда и президент. През 1996 г. е назначен за представител на Община Палермо за Международната фондация "Pro Herbario Mediterraneo", а от 1997 г. е неин президент.
През 2003 г. е назначен от италианското правителство за президент на Постоянния управителен комитет на Държавния природен резерват на остров Вивара в Неаполския залив. През същата година е обявен за рекламно лице на Международния фестивал на номадското и емигрантско кино "Metix Film Festival". Амадей е и почетен гражданин на Мариляно, Пантелерия и Абетоне. С интерес към ботаниката, особено към сукулентните растения, той пътува по целия свят, особено в Африка.
Умира от сърдечен арест на 1 юни 2021 г. на 77-годишна възраст в болницата „Сан Донато“ в Арецо, където е хоспитализиран за няколко дни за операция на бъбреците. Погребалната служба е отслужена на 4 юни в базиликата „Сан Миниато ал Монте“ във Флоренция. Ковчегът получава почетен знак на Военноморската флота. На 1 юли е погребан в Кралската крипта на базиликата „Суперга“ в Торино след церемония, отпразнувана от монсеньор Антонио Виго, на която е използвана Кралската корона на Савоя, както и вече използваната огърлица на Върховния орден на Сантисима Анунциата. И в двата случая е изсвирен S'hymnu sardu nationale – древен химн на Кралство Сардиния.

## Династичен спор
Позицията на Амадей в линията за унаследяване на трона е противоречива от 2006 г. насам: част от роялистите твърдят, че той е глава на кралския дом и следователно легитимният претендент за трона на Италия. Други смятат, че позицията на глава на дома принадлежи на братовчед му Виктор Емануил Савойски и че Амадей е трети в линията на унаследяване след Емануил Филиберт. Спорът, известен като династичния въпрос, се върти около възможността Виктор Емануил Савойски (с произтичащото от това по отношение на сина му Емануил Филиберт) да е загубил всякакво право върху трона на Италия, с последващото преминаване на това право към Амадей. Спорът е предмет на официално изявление от Съвета на сенаторите на Кралството. Съветът, имащ правоспособност на частноправна асоциация, създадена през 1955 г., на 7 юли 2006 г. официално съобщава, че:
| „ | главата на Савойската династия е херцог Амадей Савойски със съответните титли и прерогативи, които му се дължат. | “ |

Така Амадей Савойски-Аоста би станал наследник на италианския крал Умберто II. Официалната причина е бракът на Виктор Емануил Савойски с лице с различен социален статус (Марина Риколфи Дория през 1970 г.) без изричното разрешение на суверена в качеството му на глава на дома (т. нар. „кралско съгласие“), както е установено от комбинираните разпоредби на чл. 2 от Кралските патенти, дадени на 13 септември 1782 г. от краля на Сардиния Виктор Амадей III Савойски, от Кралския указ от 1890 г. за Кралския дом и от чл. 92 от Гражданския кодекс на Италия.
Различни коментатори, правилно или погрешно, изказват хипотезата, че решението или поне изборът на момента, в който то да бъде обявено, също е следствие от съдебните събития, включващи сина на последния крал на Италия. Все пак трябва да се отбележи, че това пояснение не трябва да се счита за правно необходимо, тъй като изключването от статута на член на Кралския дом и отнемането на всякакви прерогативи, титли, ранг и чест на Виктор Емануил биха настъпили директно и автоматично ipso iure в самия момент на сключване на брака.
Въпреки това Амадей в някои контексти в миналото е подкрепял тезите на Виктор Емануил с декларации и дори е влязъл в конфликт със Съвета на сенаторите на Кралството, председателстван от Алдо Алесандро Мола. След смъртта на Умберто II, попитан с изявление, публикувано във в. „Кориере дела Сера“, Амадей отрича промяна в унаследяването в ущърб на Виктор Емануил. В интервю за същия вестник през 2002 г. той заявява, когато е помолен от Джулиано Гало да предложи себе си като кандидат за хипотетичния трон на Италия:
| „ | Ако италианският народ ме помоли за това „и братовчед ми се откаже от правата си“, бих бил готов да поема и династическите си отговорности | “ |
| Амадей Савойски: готов за политика, моят модел е Симеон Български, в. „Кориере дела Сера“, 9 октомври 2002 | |   |

Отново през 2002 г. в своята книга-интервю, редактирана от Фабио Ториеро, Амадей заявява:
| „ | Нека уточним: глава на дома е моят братовчед Виктор Емануил, а след него наследник е синът му Емануил Филиберт. | “ |
| Amedeo di Savoia, Proposta per l'Italia, a cura di Fabio Torriero, Edizioni Il Minotauro, 2002, с. 88 | |   |

Поддръжниците на Виктор Емануил реагират енергично на изявлението на Мола, съобщено по-горе, оспорвайки самата легитимност на органа, който е автор на документа, който освен това има по същество декларативен характер, ограничавайки се до простото наблюдение на ефектите, които вече са били произведени в ръцете на Виктор Емануил съгласно и за целите на разпоредбите, които регулират династичното наследство в Савойския дом и които са споменати по-горе.
Алдо Алесандро Мола, президент на Съвета на сенаторите, в отговор на твърденията на Емануил Филиберт, според които този орган няма право да провъзгласи Амеадей Савойски-Аоста за глава на Савойския дом, заявява:
| „ | Съветът на сенаторите на Кралството никога не е бил разпускан. Асоциацията е създадена на 20 януари 1955 г. от около 160 сенатори, чиято воля е пряко призната от крал Умберто II в писмо от 3 февруари същата година, в което суверенът, който не е абдикирал и е в изгнание, дава тази институция задачата за запазване и продължаване на ценностите и политическата и културна памет на Сената на Кралството. | “ |

По въпроса обаче полемиката още не е стихнала, а двете позиции продължават да се изправят една срещу друга, поддържайки противоположни тези. Годишникът на италианската аристокрация признава Амадей Савойски-Аоста за глава на кралския дом на Италия от 1983 г. – годината на смъртта на Умберто II.
На 15 януари 2020 г. Амадей публикува прессъобщение на официалния си уебсайт, в което обявява модификацията, направена от Виктор Емануил в закона за династическото наследство на Савойската династия, за нищожна, с премахването на салическия закон.

### Спор за фамилията „Савойски“
През септември 2006 г. Виктор Емануил Савойски и синът му Емануил Филибер подават искане за регистрация на герба на „Наследствения принц на Италия" като лого на компанията, заедно с други символи от хералдическото наследство на Савойската династия, в Патентното ведомство на Европейския съюз. Действието е насочено към предотвратяване на използването му от Амадей Савойски-Аоста и сина му Аймон, на които е наредено да използват цялото фамилно име – „Савойски-Аоста“. През пролетта на 2008 г. Виктор Емануил и синът му съдят Амадей и сина му за факта, че се подписват само с фамилията „Савойски“, а не със „Савойски-Аоста“, издигайки хипотезата за незаконна употреба на фамилията.
През февруари 2010 г. съдът в Арецо осъжда Амадей и Аймон за използване на фамилното име „Савойски“ и за плащането на обезщетение за причинените щети в размер на общо 200 хил. евро. Въпреки това Амадей, който свободно използва фамилното име „Савойски“ или „Савойски-Аоста“ от раждането си, подава жалба и я печели през януари 2018 г.
На 15 септември 2010 г. присъдата е условна, позволявайки на Амадей и неговия син Аймон да използват само фамилното име „Савойски“. Съдилищата на Италианската република, от друга страна, не са компетентни да разрешават династическия въпрос. В началото на 2006 г. сестрите на Виктор Емануил Савойски – Мария Пия, Мария Габриела и Мария Беатрис, за да направят ясно обвинението, което отправят към брат си, а именно, че вече не е начело на Савойския дом, подават оставка от Ордена на Св. св. Маврикий и Лазар.

## Творчество
Амадей Савойски-Аоста е автор на следните книги:
- Il mio sogno mediterraneo - Amedeo di Savoia-Aosta e la sua collezione di succulente nell'isola di Pantelleria, Polistampa 2004
- Proposta per l'Italia, Il Minotauro 2002, intervistato da Fabio Torriero, prefazione di Marcello Veneziani
- In nome del Re. Conversazioni con Gigi Speroni, Rusconi 1986, scritto con Gigi Speroni.

## Брак и потомство
Жени се два пъти:
∞ 1. 22 юли 1964 г. в Синтра, Португалия за принцеса Клавдия Орлеанска (* 11 декември 1943, Лараш), дъщеря на Анри Орлеански, граф на Париж, и на Изабела Орлеанска-Браганса, от която има един син и две дъщери:
- Бианка Ирина Олга Елена Изабела Савойска-Аоста (* 2 април 1966 г., Флоренция), ∞ 1998 за граф Джиберто Аривабене Валенти Гондзага, от когото има един син и четири дъщери.
- Аймон Хумберт Емануил Филиберт Лудвиг Амадей Елена Мария Флоренц Савойски-Аоста (* 13 октомври 1967, Флоренция), предприемач, мениджър, херцог на Аоста, херцог на Пулия, ∞ 2008 за гръцката принцеса Олга, от която има двама сина и една дъщеря.
- Мафалда Йоанна Савойска-Аоста (* 20 септември 1969, Флоренция), ∞ 1. 1994  за принц Алесандро Руфо ди Калабрия, племенник на белгийската кралица Паола Руфо ди Калабрия, развод 28 ноември 2000. 2. 2001 за Франческо Ломбардо, 10-ти барон на Сан Кирико, от когото има един син и две дъщери.

∞ 2. 30 март 1987 в Багерия за Силвия Патерно Вентимиля ди Спедалото (* 31 декември 1953, Палермо), дъщеря на Винченцо Патерно Вентимиля и Арецо и Розана Белардо и Ферарис ди Челе, от която няма деца.
От Киара ван Елинкхойзен, дъщеря на нидерландския художник и гравьор Бертус ван Елинкхойзен и на сопраното и хорова ръководителка Габриела Роси, има една извънбрачна дъщеря, впоследствие припозната:
- Джиневра Мария Габриела ван Елинкхойзен Савойска-Аоста (* 20 март 2006, Милано).